# Wapen van Callantsoog

Wapen van Callantsoog.

Het wapen van Callantsoog werd op 22 oktober 1817 aan de gemeente Callantsoog toegekend. Het bleef in gebruik tot 1990, het jaar waarin de gemeente opgegaan is in de fusiegemeente Zijpe. Het wapen werd in de 18e eeuw al gebruikt; echter, de leeuw was toen nog niet omgewend. Daarmee was het wapen in de 18e eeuw gelijk aan het wapen van Holland.

## Blazoenering
De beschrijving luidde als volgt:
Van goud beladen met een staande leeuw van keel, gekroond van goud.
Het wapen was dus van goud met daarop een op de achterpoten staande rode leeuw. Hij heeft zijn bek open en steekt zijn tong uit. De beschrijving vermeldt niet dat de leeuw omgewend is, hij loopt naar links in plaats van naar het meer gebruikelijke rechts. In de heraldiek is rechts de rechterzijde vanuit het standpunt van degene die het schild draagt. Men spreekt voor de duidelijkheid wel heraldisch rechts (of dexter) en heraldisch links (of sinister). Voor de beschouwer is het heraldische rechts dus links. Tevens maakt de beschrijving geen melding dat de leeuw een gouden gravenkroon van drie bladeren draagt. Het schild is niet gekroond. 